# Lakówka drobna
Lakówka drobna (Laccaria tortilis (Bolton) Cooke) – gatunek grzybów z rodziny piestróweczkowatych (Hydnangiaceae).

## Systematyka i nazewnictwo
Pozycja w klasyfikacji według Index Fungorum: Laccaria, Hydnangiaceae, Agaricales, Agaricomycetidae, Agaricomycetes, Agaricomycotina, Basidiomycota, Fungi.
Po raz pierwszy takson ten zdiagnozował w 1788 r. James Bolton jako Agaricus tortilis. Obecną, uznaną przez Index Fungorum nazwę nadał mu Mordecai Cubitt Cooke w 1884 r.
Synonimy:

- Agaricus contortilis J.F. Gmel. 1792
- Agaricus farinaceus var. tortilis (Bolton) Pers. 1801
- Agaricus tortilis Bolton 1788
- Clitocybe tortilis (Bolton) Gillet 1874
- Clitocybe tortilis var. gracilis Peck 1904
- Clitocybe tortilis (Bolton) Gillet 1874 var. tortilis
- Collybia tortilis (Bolton) Quél. 1888
- Laccaria tortilis f. clemenconii Contu, Vizzini, Kalamees & G. Moreno 2011
- Laccaria tortilis (Bolton) Cooke 1884 f. tortilis
- Laccaria tortilis var. gracilis Peck 1912
- Laccaria tortilis (Bolton) Cooke 1884 var. tortilis
- Omphalia laccata var. tortilis (Bolton) Quél. 1886
- Omphalia tortilis (Bolton) Gray 1821[2].

Nazwę polską nadali Barbara Gumińska i Władysław Wojewoda w 1983 r.

## Morfologia
Kapelusz
Średnica 5–15 mm, za młodu półkulisty, potem rozpostarty, prześwitujący, głęboko żłobkowany. Powierzchnia gładka, początkowo cielistoczerwona, potem brązowawa i wyblakła.
Blaszki
Przyrośnięte, rzadkie, grube, cielistoróżowe, nieco jaśniejsze niż kapelusz.
Trzon
Wysokość 8–20 mm, grubość 1–2,5 mm, cylindryczny, początkowo pełny, potem pusty. Powierzchnia naga, cielistoróżowa.
Miąższ
Kruchy, cienki, bez wyraźnego zapachu, w smaku łagodny.
Cechy mikroskopowe
Wysyp zarodników biały. Zarodniki kuliste, nieamyloidalne, o średnicy 9,5–14 µm, pokryte kolcami o wysokości 1–2 µm.

## Występowanie i siedlisko
Lakówka drobna na półkuli północnej jest szeroko rozprzestrzeniona. Na półkuli południowej podano jej występowanie tylko na Nowej Zelandii i jednym miejscu w Australii. W piśmiennictwie naukowym na terenie Polski podano wiele stanowisk. Nie jest rzadka.
W Polsce występuje w lasach, szczególnie sosnowych, w zaroślach, parkach, polanach leśnych, przy drogach leśnych Owocniki pojawiają się od czerwca do października. Preferuje miejsca wilgotne, częsta jest w olszynach.

## Znaczenie
Naziemny grzyb mykoryzowy, jest grzybem jadalnym, ale ze względu na znikome rozmiary bez wartości użytkowej.